# Ішемічна хвороба серця
Ішемі́чна хворо́ба се́рця (ІХС) — захворювання, яке виникає внаслідок абсолютного або відносного порушення кровопостачання міокарда через ураження коронарних артерій серця. 

В основі ішемічної хвороби серця лежить порушення кровотоку в коронарних судинах, що призводить до недостатнього кровопостачання серцевого м'яза. Переважно ішемічну хворобу серця зумовлює атеросклероз. Внаслідок утворення атеросклеротичної бляшки просвіт судини звужується. Слід зазначити, що атеросклероз може розвинутися не тільки в коронарних, але й в будь-яких інших судинах людського організму.

## Клінічна класифікація ІХС
- Раптова коронарна смерть
  - Раптова клінічна коронарна смерть з успішною реанімацією
  - Раптова коронарна смерть (летальний випадок)
- Стенокардія
  - Стабільна стенокардія напруги (із зазначенням функціональних класів)
  - Стабільна стенокардія напруги при ангіографічно інтактних судинах (коронарний синдром Х)
  - Вазоспастична стенокардія (ангіоспатична, спонтанна, варіантна, Принцметала[уточнити])
- Нестабільна стенокардія
  - Стенокардія, яка виникла вперше
  - Прогресуюча[уточнити] стенокардія
  - Рання післяінфарктна стенокардія (від 3 до 28 діб)
- Гострий інфаркт міокарда
  - Гострий інфаркт міокарда з наявністю патологічного зубця Q (трансмуральний, великовогнищевий)
  - Гострий інфаркт міокарда без патологічного зубця Q (дрібновогнищевий)
  - Гострий субендокардіальний інфаркт міокарда
  - Гострий інфаркт міокарда (невизначений)
  - Рецидивуючий[уточнити] інфаркт міокарда (від 3 до 28 діб)
  - Повторний інфаркт міокарда (після 28 діб)
  - Гостра коронарна недостатність
- Кардіосклероз
  - Вогнищевий кардіосклероз
  - Післяінфарктний кардіосклероз
  - Аневризма серця хронічна
  - Вогнищевий кардіосклероз без вказівки на перенесений інфаркт міокарда
  - Дифузний кардіосклероз
- Безбольова форма ІХС

## Препарати, які застосовують при лікуванні

### Антиагреганти
Антиагреганти перешкоджають агрегації тромбоцитів і еритроцитів, зменшують їх здатність до склеювання і прилипання до ендотелію судин. Антиагреганти полегшують деформування еритроцитів при проходженні через капіляри, покращують плинність крові.
- Ацетилсаліцилова кислота (Аспірин, Тромбопол, Ацекардол) — приймають 1 раз на добу в дозі 75-150 мг, при підозрі на розвиток інфаркту міокарда разова доза може досягати 500 мг.
- Клопідогрель — приймається 1 раз на добу по 1 таблетці 75 мг. Обов'язковий прийом протягом 9 місяців після виконання ендоваскулярних втручань і аортокоронарного шунтування.

### Адреноблокатори
За рахунок дії на β-адренорецептори адреноблокатори знижують частоту серцевих скорочень і, як наслідок, споживання міокардом кисню. Незалежні рандомізовані дослідження підтверджують збільшення тривалості життя при прийомі β-адреноблокаторів і зниження частоти серцево-судинних захворювань, у тому числі і повторних.
β-адреноблокатори протипоказані при супутній легеневій патології, бронхіальній астмі, ХОЗЛ. Найпопулярніші β-адреноблокатори з доведеними властивостями поліпшення прогнозу при ішемічній хворобі серця:
- Метопролол
- Бісопролол
- Карведилол

### Антагоністи іонів кальцію
- Амлодипін
- Дилтіазем

### Препарати для зниження рівня холестерину крові
Холестеринзнижувальні препарати застосовують з метою зниження швидкості розвитку наявних атеросклеротичних бляшок і профілактики виникнення нових. Доведено позитивний вплив на тривалість життя [джерело не вказане 3343 дні], Також ці препарати зменшують частоту і тяжкість серцево-судинних захворювань. Цільовий рівень холестерину у хворих з ІХС має бути нижче, ніж в осіб без ІХС, і дорівнює 4,5 ммоль/л. Цільовий рівень ЛПНЩ у хворих на ІХС — 2,5 ммоль/л.

#### Статини
Статини — це група ліків, що знижують рівень загального холестерину і холестерину в крові. Механізм дії пов'язаний з блокуванням дії ферменту ГМГ-КоА-редуктази, який бере участь в одному з етапів формування нового холестерину в печінці. Статини переважно знижують ЛПНЩ і не здійснюють значущого впливу на ЛПДНЩ і ЛПВЩ.

#### Фібрати
Фібрати належать до класу препаратів, що підвищують антиатерогену фракцію ліпопротеїдів — ЛПВЩ, при зниженні якої зростає смертність від ІХС. Застосовуються для лікування дисліпідемії IIa, IIb, III, IV, V. Відрізняються від статинів тим, що, в основному, знижують тригліцериди і можуть підвищувати фракцію ЛПВЩ.

### Нітрати
Призначають при больовому синдромі.
- Нітрогліцерин
- Ізосорбіду мононітрат.
- Ізосорбіду динітрат.

## Захворювання та тютюнопаління
Для хворих на ішемічну хворобу серця куріння є протипоказаним та надзвичайно шкідливим. Одною з причин є те, що при курінні звужуються артерії і погіршується кровотік. До серця поступає менше кисню і поживних речовин, утруднюється видалення продуктів метаболізму. Іншою причиною є те, що оксид вуглецю з сигаретного диму проникаючи в кров, зв'язується з гемоглобіном, замінюючи кисень. Третя причина — нікотин та інші речовини тютюнового диму знижують скорочення міокарда, зменшуючи кровотік і постачання кисню та інших поживних речовин всіх органів, в тому числі міокарда. В результаті переносимість фізичного навантаження знижується — приступи стенокардії виникають при менш інтенсивному і тривалому фізичному навантаженні. Причому для таких хворих шкідливим є навіть пасивне куріння

## Актуальність захворювання в Україні
Ішемічна хвороба серця в Україні займає провідні позиції в структурі причин смертності від захворювань. За даними Всесвітньої організації охорони здоров'я (2005 р.) Україна посідає одне з перших місць серед смертності населення від ІХС. Так, наприклад, за показником Раптової серцевої смертності від ІХС у віці від 0 до 64 років на 100 000 населення — Україна посідає перше місце серед цих країн (143,78 / 100 000 населення). Див. порівняльну діаграму.

У діаграмі використані дані Всесвітньої організації охорони здоров'я — (European mortality database (MDB) World Health Organization Regional Office for Europe Updated: June 2007) [Архівовано 13 червня 2007 у Wayback Machine.]